# Leon Kowalski (duchowny)
Leon Kowalski (zm. 1896 w Połańcu) – kanonik kapituły katedralnej w Sandomierzu, w latach 1864-1889 proboszcz parafii w Radzanowie, historyk i regionalista.

## Życiorys
Kapłan diecezji sandomierskiej. Zaangażowany w pomoc powstańcom styczniowym. Prawdopodobnie dla uniknięcia zesłania na Sybir za udzielanie pomocy został skierowany przez ordynariusza sandomierskiego do parafii Radzanów, którą kierował przez 25 lat.
Doprowadził do rozbudowy kościoła w Radzanowie o prezbiterium, zakrystię i skarbczyk. Podjął również badania historii parafii, które zaowocowały pozostawioną w rękopisie Kroniką parafii Radzanów (kontynuowaną przez jego następców do 1950). Dzieło to do dziś pozostaje głównym źródłem do historiografii miejscowej parafii. Ks. Kan. Kowalski ocalił od zapomnienia fakty wypierane ze zbiorowej pamięci już w XIX i XX wieku.